# IR-Klasse SG
Die Baureihe SG war eine breitspurige Schlepptender-Dampflokomotive für den Güterzugsdienst auf den Bahnen in Britisch-Indien, die ab 1905 gebaut wurde. Sie gehört zu den BESA-Lokomotiven, die vom British Engineering Standards Committee, später British Engineering Standards Association (BESA) genannt, entwickelt wurden. Das Kürzel SG steht für Standard Goods Locomotive.

## Geschichte
Die Baureihe SG wurde bereits in der ersten Ausgabe der BESA-Norm von 1903 vorgestellt. Sie wurde mit dem Standard-Schlepptender angeboten, der 3000 Gallonen Wasser fasste und auch bei anderen Baureihen Anwendung fand. Die Baureihe war ursprünglich mit dem Kessel der Baureihe SP versehen, der einen Durchmesser von 4 ft 8 1⁄4 in (1430 mm) hatte. In der Norm von 1910 wurde eine Variante mit größerem Kessel, der einen Durchmesser von 5 ft 1 1⁄4 in (1556 mm) hatte, vorgeschlagen, wie er für die Tenderlokomotiven der Baureihe PT entwickelt worden war.
Nach beschafften Stückzahlen war die Baureihe SG und ihre Unter- und Nachfolgebaureihen eine der größten Familien von Lokomotivbaureihen in Großbritannien. Es entstanden bis zum Ersten Weltkrieg ungefähr 914 Lokomotiven, die von den Herstellern Vulcan Foundry, North British Locomotive Company und Robert Stephenson and Hawthorns gebaut wurden. Sie wurden von den Regionalgesellschaften North Western State Railway (NWR), Eastern Bengal Railway (EBR), East Indian Railway (EIR) und der Oudh and Rohilkhand Railway (ORR) der Indian State Railways eingesetzt, wobei sie nicht nur vor Güterzügen zum Einsatz kamen, sondern oft auch vor Reisezügen anzutreffen waren. Die Lokomotiven konnten 1470-t-Züge mit einer Geschwindigkeit von 25 bis 30 km/h befördern, erreichten aber mit leichteren Militärzügen auch Geschwindigkeiten bis 50 km/h. Einige Lokomotiven standen in Indien bis in die frühen 1980er-Jahre, in Pakistan bis in die 1990er-Jahre im Dienst.

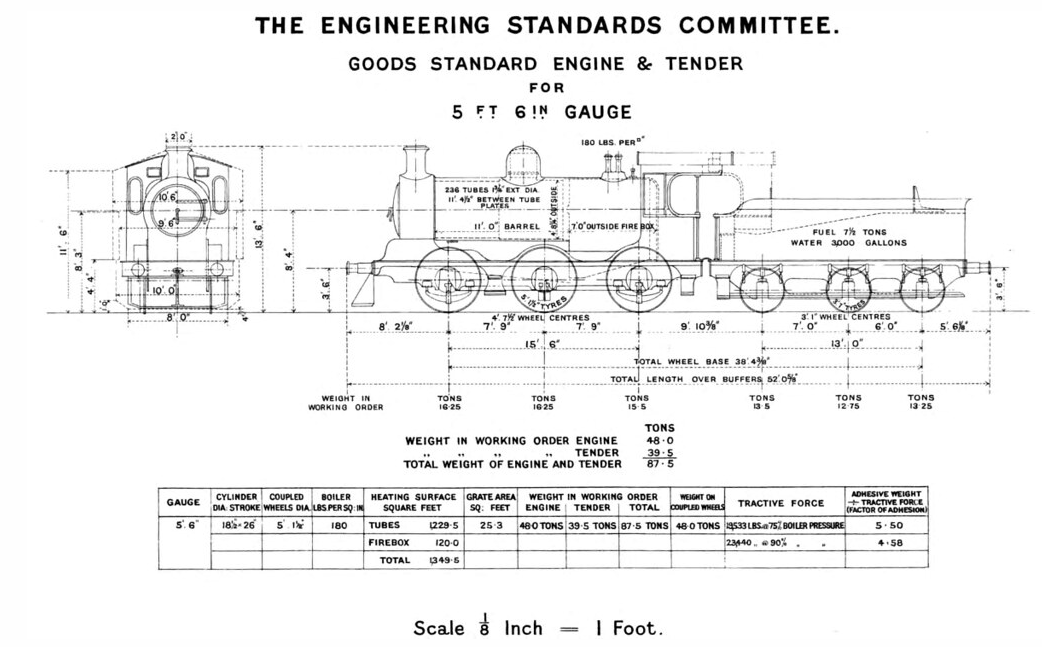
Typenzeichnung aus dem ersten BESA-Report

## Technik
Die Lokomotive war als Zweizylinder-Nassdampfmaschine mit Belpaire-Stehkessel ausgeführt. Der Rost war zwischen den Kuppelradsätzen angeordnet. Wie bei den meisten britischen Dreikuppler-Lokomotiven war die Baureihe SP mit Innenrahmen, innen liegender Steuerung  und innen liegendem Triebwerk ausgeführt. Das Umlaufblech war tief gelegt, sodass über den drei Kuppelradsätze Radschutzkästen angeordnet waren. An der vorderen Pufferbohle war ein kleiner Kuhfänger angebracht. Der Führerstand war vollständig geschlossen, wobei die Führerhausrückwand durch den Schlepptender gebildet worden ist. Der dreiachsige Tender war mit Trittbrettern und Haltestangen entlang der Seitenwände versehen, die es ermöglichten während der Fahrt von der Lokomotive aus den Zug zu erreichen.
Eine spätere Version wurde mit einem Rauchrohrüberhitzer System Schmidt gebaut und als Baureihe SGS bezeichnet, wobei das Kürzel für Standard Goods Locomotive, Superheated ‚Standard-Güterzuglokomotive, überhitzt‘ steht. Die Lokomotiven erhielten gegenüber der Nassdampfvariante größere Zylinder mit Kolbenschieber und größere Kessel sowie einen vierachsigen Tender mit Drehgestellen.
Die später mit Überhitzer versehenen Lokomotiven der Baureihe SG, wurden bei der NWR der Baureihe SGC für Standard Goods Locomotive, converted ‚Standard-Güterzuglokomotive, umgebaut‘ zugewiesen. Lokomotiven der Variante SGC3 hatten Überhitzung und zusätzlich eine Ventilsteuerung mit rotierender Nockenwelle System Lenz.
Weiter standen bei der NWR Lokomotiven der Baureihe SGSC im Einsatz, die mit normalen Stehkesseln anstelle des Belpaire-Stehkessels gebaut waren. Sie wurden später der Baureihe SGC2 zugewiesen.
| Bezeichnung | Anzahl | Baujahr (Umbau) | Eigenheiten                                              | Bahnen  |
| ----------- | ------ | --------------- | -------------------------------------------------------- | ------- |
| SG          | 486    | 1905–1913       | Originalvariante, Nassdampfmaschine, Belpaire-Stehkessel | NWR EBR |
| SG1         | 66     |                 |                                                          |         |
| SGC, SGC1   |        | (ab 1927)       | umgebaute SG-Lokomotiven mit Überhitzer                  | NWR     |
| SGS         | 362    |                 | Überhitzer ab Werk                                       | NWR     |
| SGSC, SGC2  |        |                 | Überhitzer, Standard Stehkessel                          |         |
| SGC3        |        |                 | Überhitzer, Lentz-Ventilsteuerung                        | EIR     |